# Hey Bulldog
〈Hey Bulldog〉은 1969년 사운드트랙 음반 《Yellow Submarine》에서 영국의 록 밴드 비틀즈가 발표한 노래이다. 레논-매카트니 작사 작곡으로 표시되었지만 주로 존 레논이 쓴 이 작품은 레논과 매카트니가 스튜디오에서 완성했다. 이 노래는 〈Lady Madonna〉 홍보 비디오 촬영 중에 녹음되었으며, 〈Lady Madonna〉처럼 피아노 리프를 바탕으로 한 몇 안 되는 비틀즈의 노래 중 하나이다. 그 곡은 〈You Can Talk to Me〉라는 제목의 작업 제목을 갖고 있었다.